# Positieve wetenschap
Positieve wetenschap is "op feiten gebaseerde" wetenschap in verschillende betekenissen.

## Positivisme
Het begrip positieve wetenschap stamt uit het positivisme, een wetenschapsfilosofie van Auguste Comte.
Hier is een "positieve wetenschap" er een die op feiten is gebaseerd, dus op waarnemingen en metingen. Zulke feiten zouden dan bij voorkeur kwantificeerbaar moeten zijn, dus telbaar en/of meetbaar, zodat er controle mogelijk is. Hier wordt gebruikgemaakt van de inductieve methode: verzamelen van feiten leidt tot algemene conclusies (die vervolgens weer de toetsing aan nieuwe feiten moeten doorstaan, anders blijken het alsnog ongeldige conclusies).
Deze eng-positivistische opvatting werd aangevochten, omdat voor wetenschap naast feiten ook theorieën, hypothesen (speculaties) en definities nodig zijn.

## Waardevrij
Het begrip positieve wetenschap wordt voorts gebruikt in de zin van
"wetenschap die losstaat van, of zich niets gelegen laat liggen aan, de maatschappelijke omgeving waarin zij optreedt".
Zij is dan tegengesteld aan kritische wetenschap, die het maatschappelijke milieu juist wel verdisconteert.
Bij deze vorm van positieve wetenschap zijn vraagtekens geplaatst door de kritische wetenschap. Bijvoorbeeld de school van Herbert Marcuse, in de mode in de jaren zeventig en tachtig van de 20e eeuw, huldigt het uitgangspunt dat maatschappijvrije wetenschap, die in feite wordt betiteld als "waardevrij", helemaal niet mogelijk is. Men kan de maatschappij wel ontkennen of negeren, maar deze is toch van invloed op werkzaamheden, selectieprocedures en blinde vlekken in de wetenschap.

## Feit en speculatie
Positieve wetenschap wordt wel tegenover speculatie gesteld. Hoewel wetenschappen (en zeker hun meer theoretisch georiënteerde takken) een speculatief element in zich dragen, probeert men dit element dan te onderscheiden van het positivistische, op waarnemingen en metingen gebaseerde wetenschappelijk werk.

## Exacte wetenschap en menswetenschap
Ten slotte wordt het begrip "positieve wetenschap" in de classificatie van wetenschappen wel gelijkgesteld met de exacte wetenschappen, zoals wiskunde, chemie of fysica. Daarentegen rekent men disciplines zoals psychologie, sociologie en filosofie dan tot de humane wetenschappen.
Overigens was het juist Comte die het standpunt huldigde dat de sociologie de nieuwste en laatste loot was aan de stam van de positieve wetenschappen: zij zou zich juist wel op het verzamelen van feiten baseren.